# Doktryna Kirkpatrick
Doktryna Kirkpatrick to doktryna polityki zagranicznej opracowana przez ambasador Stanów Zjednoczonych przy Organizacji Narodów Zjednoczonych Jeane Kirkpatrick w 1980 na podstawie opublikowanego eseju pt. „Dyktatury i podwójne standardy” (Dictatorships and Double Standards). Doktryna Kirkpatrick została wykorzystana do uzasadnienia amerykańskiej polityki zagranicznej w okresie zimnej wojny, która głosiła, że w krajach Trzeciego Świata, w tym również w Ameryce Łacińskiej USA mają do czynienia z prawicowymi reżimami, które powinny popierać oraz siłami lewicowo-komunistycznymi, które powinny zwalczać. Dodatkowo doktryna akcentowała fakt ewoluowania ustrojów prawicowych w kierunku demokratycznym w polityce, a liberalnym w gospodarce.
Doktryna Kirkpatrick wywarła duży wpływ na politykę zagraniczną administracji prezydenta Ronalda Reagana, która wspierała działania antykomunistyczne np. w Gwatemali (do 1985), Filipinach (do 1986) i Argentynie (do 1983).